# Christian Kuhnke
Christian Kuhnke (Berlín, Tercer Reich, 13 d'abril de 1939) és un extennista alemany.
Va disputar una final de Grand Slam de dobles a Roland Garros l'any 1962. També va formar part de l'equip d'Alemanya Occidental de Copa Davis com a jugador i va arribar a disputar la final sense aconseguir la victòria.

## Torneigs de Grand Slam

### Dobles: 1 (0−1)
| Resultat  | Núm. | Any  | Torneig       | Parella         | Oponents                 | Marcador      |
| --------- | ---- | ---- | ------------- | --------------- | ------------------------ | ------------- |
| Finalista | 1.   | 1962 | Roland Garros | Wilhelm Bungert | Roy Emerson Neale Fraser | 3−6, 4−6, 5−7 |

## Palmarès

### Equips: 1 (0−1)
| Resultat  | Núm. | Data                  | Torneig                             | Superfície | Equip           | Oponents                                     | Marcador |
| --------- | ---- | --------------------- | ----------------------------------- | ---------- | --------------- | -------------------------------------------- | -------- |
| Finalista | 1.   | 29−31 d'agost de 1970 | Copa Davis, Cleveland, Estats Units | Dura       | Wilhelm Bungert | Arthur Ashe Bob Lutz Cliff Richey Stan Smith | 0−5      |